# Prosopocera teocchii
Prosopocera teocchii är en skalbaggsart som beskrevs av Stefan von Breuning 1970. Prosopocera teocchii ingår i släktet Prosopocera och familjen långhorningar. Inga underarter finns listade i Catalogue of Life.